# Werner Scholz
Pour les articles homonymes, voir Scholz.
Werner Scholz, né le 23 octobre 1898 à Berlin (royaume de Prusse) et mort le 5 septembre 1982 à Alpbach (Autriche), est un peintre expressionniste allemand.

## Biographie
En 1919 et 1920, Werner Scholz étudie la peinture à l'université des arts de Berlin. En 1920, il fonde un atelier à Berlin.
En 1937, ses œuvres, ainsi que celles de beaucoup d’autres artistes, sont exposées à l'exposition d'art dégénéré (Entartete Kunst) à Munich.